# Fred de Graaf
Godefridus Jan « Fred » de Graaf, né le 28 février 1950 à Roosendaal, est un homme politique néerlandais membre du Parti populaire pour la liberté et la démocratie (Volkspartij voor Vrijheid en Democratie). Il fut le président du Sénat du 28 juin 2011 au 2 juillet 2013.

## Biographie
Il commença sa carrière politique comme membre du conseil municipal de Voorschoten de 1978 à 1981. Par la suite, il devint bourgmestre de Leersum, du 16 juin 1981 au 16 janvier 1989, date à laquelle il devint bourgmestre de Vught jusqu'au 16 février 1999. Il est nommé à cette date bourgmestre d'Apeldoorn. Ces changements successifs de postes dans diverses communes reflètent le système municipal néerlandais : le commissaire du Roi recommande un individu issu du parti ayant remporté les élections municipales (indirectes) dans la commune, qu'il considère comme le plus à même de diriger cette ville, en accord avec le conseil municipal, qui lui a brossé un portrait-robot du bourgmestre idéal. Le commissaire transmet ses recommandations à la maison royale, qui nomme les bourgmestres par décret (le roi n'a aucun droit de décision dans ce domaine). Le nouveau bourgmestre est confirmé dans ses fonctions par un vote du conseil municipal, lui élu au suffrage universel direct. De Graaf occupa son poste à Apeldoorn jusqu'à sa démission le 1er octobre 2011, à la suite des élections à la première Chambre des États généraux de 2011, auxquelles le Parti populaire libéral et démocrate remporta la majorité et qu'il fut choisi pour présider la future assemblée sénatoriale. Critiqué pour sa neutralité, il annonce sa démission après 20 mois de mandat, Ankie Broekers-Knol lui succédant officiellement le 2 juillet 2013.

## Sources
- (en) Cet article est partiellement ou en totalité issu de l’article de Wikipédia en anglais intitulé « Fred de Graaf » (voir la liste des auteurs).